# Nissan Gloria
O Gloria é um sedan de luxo da Nissan.
Esse modelo de veículo possui versões equipadas com transmissão continuamente variável (Câmbio CVT).